# Daisuke Hirakawa
Daisuke Hirakawa (平川 大輔 Hirakawa Daisuke?,  Prefectura de Niigata, Japón, 4 de junio de 1973) es un actor de voz y cantante japonés. A veces es confundido con Daisuke Namikawa, puesto que sus nombres escrito en kanji solo difieren en un carácter. Hirakawa también es el doblador japonés oficial de Orlando Bloom.

## Filmografía
Lista de los roles interpretados durante su carrera.
Los papeles principales están en negrita.

### Anime
1999
- Great Teacher Onizuka como estudiante (ep.21).

2000
- Ayashi no Ceres como estudiante.

2002
- Hungry Heart: Wild Striker como Kaoru Fujimori.

2003
- Papuwa como Hayashi; Miyagi.

2004
- Bleach como miembro del 4.º escuadrón (ep.245); Harunobu Ogido; Senbonzakura (saga Zanpakuto).
- Gankutsuou: The Count of Monte Cristo como Franz d'Epinay.
- Kurau: Phantom Memory como Ed (Ep.13).
- Otogi Zoshi como Guardian imperial (ep.10).
- Shura no Toki como Ono Tadatsune; Samurai; Joven soldado.
- Transformers: Cybertron como Excilion.
- Windy Tales como Boy in Movie (ep.10).

2005
- Eyeshield 21 como Akaba Hayato.
- Idaten Jump como Seiya Kanzaki.
- Jinki:Extend como Hiroshi Kawamoto.
- Shuffle! como Masanori Takizawa.
- Ultimate Girls como Doujinshi Monster Mushuusei.

2006
- Chocotto Sister como Haruma Kawagoe.
- Ergo Proxy como Autoreiv #1 (ep.2).
- Kekkaishi como Hachiouji Kimiya (ep.25).
- Otogi-Jushi Akazukin como Hanse.
- School Rumble: 2nd Semester como Kazuya Tanaka.

2007
- Dinosaur King como Nopis.
- Getsumen To Heiki Mina como Luchacha alien (ep.10)
- Mushi-Uta como Keigo Haji.
- Naruto Shippūden como Sora.
- School Days como Makoto Itou.
- Shuffle! Memories como Masanori Takizawa.
- Zero no Tsukaima: Futatsuki no Kishi como Julio Chesaré.

2008
- Itazura na Kiss como Naoki Irie.
- Kodai Ōja Kyōryū King D-Kids Adventure: Yokuryū Densetsu como Nopis.
- Neo Angelique Abyss como Bernard.
- Neo Angelique Abyss -Second Age- como Bernard.
- Ryoko's Case File como Kazuma Nonagase.
- Shigofumi: Letters from the Departed como Shunsuke Morishita (ep.6).
- Zero no Tsukaima: Princess no Rondo como Julio Chesaré (ep.12).

2009
- Battle Spirits: Shōnen Gekiha Dan como Nonbirii; Serge.
- Shangri-La como Souichirou Hata.

2010
- Hyakka Ryōran Samurai Girls como Muneakira Yagyū.
- High School of the Dead como Tajima (ep.5-6).
- Omamori himari como Yūto Amakawa.
- Starry Sky como Hayato Aozora.

2011
- Kyōkai Senjō no Horizon como Nori, Nenji.
- Tono to Issho: Gantai no Yabō como Mitsuhide Akechi.
- Yu-Gi-Oh! Zexal como Charlie McCoy.
- Heart no Kuni no Alice como Ace.
- Beelzebub como Ichiro 'Álex Rodríguez' Shinjo.

2012
- Kyōkai Senjō no Horizon II como Nori, Nenji.
- Zero no Tsukaima F como Julio Chesaré.
- Hiiro no Kakera como Suguru Ohmi.
- Magi: The Labyrinth of Magic como Ren Hakuyū.

2013
- Karneval como Akari.
- Yu-Gi-Oh! ZEXAL II como Durbe.
- Free! como Rei Ryūgazaki.
- Brothers Conflict como Asahina Ukyo.
- Diabolik Lovers como Sakamaki Laito.

2014
- Love Stage!! como Rei Sagara.
- Free! - Eternal Summer como Rei Ryūgazaki.
- Ao Haru Ride como Yōichi Tanaka.

2015
- Aldnoah.Zero 2 como Harklight.
- Shinmai Maō no Testament como Kyōichi Shiba.
- Jitsu wa Watashi wa como Okada.
- Stardust Crusaders como Noriaki Kakyoin.
- Kamisama Kiss 2 como Suiro.
- Log Horizon 2 como Elias Hackblade.
- Diabolik Lovers: More Blood como Sakamaki Laito.
- Dance with Devils como Shiki Natsumezaka.
- Young Black Jack como Sabame.

2016
- Ajin como Tanaka Kouji.
- Handa-kun como Sōichi Nagamasa.
- Nobunaga no Shinobi como Takenaka Hanbee.
- Prince of Stride: Alternative como Mayuzumi Shizuma.
- Shūmatsu no Izetta como Elliot.

2017
- Code: Realize - Sōsei no Himegimi - como Saint-Germain.
- Fūka como Hisashi (eps 4-5, 7).
- Keppeki Danshi! Aoyama-kun como Ryō Kadomatsu (eps 4-5).
- Kujira no Kora wa Sajō ni Utau como Araphne.
- Nobunaga no Shinobi: Ise Kanegasaki-hen como Takenaka Hanbee.
- Shōkoku no Altair como Carvajal.

2019
- Demon Slayer: Kimetsu no Yaiba como Enmu.

- Free! - Dive to the Future como Rei Ryūgazaki.
- Tsukumogami Kashimasu como Goi

2020
- Mr Love: Queen's Choice como Simon.
- Kimetsu no Yaiba: Mugen Ressha-hen como Enmu.

2021
- Platinum End como Metroblue

2023
- Helck como Mikaros

2024
- Solo Leveling como Choi Jong-In

2025
- Ao no Miburo como Anegakōji Kintomo

### OVA
- Diabolik Lovers Como Sakamaki Laito
- Armored Trooper Votoms Case;Irvine como Irvine.
- Darker than Black - Kuro no Keiyakusha: Gaiden como miembro del EPR (ep.3)
- Hunter X Hunter: Green Island como Abengane (ep.5); Zecks (ep.4)
- Hunter X Hunter: Green Island Final como Abengane.
- Megane na Kanojo como Takashi Miyaguchi (ep.2)
- On the Way to a Smile - Episode Denzel: Final Fantasy VII como Arkham.
- RIN ~Daughters of Mnemosyne~ como Teruki Maeno (adulto, ep.4)
- School Days: Magical Heart Kokoro-chan como Makoto Itou.
- Tales of Phantasia como Lundgrom.
- Tono to Issho como Mitsuhide Akechi.
- Taboo Charming Mother como Kazuhiko.
- Free! como Rei Ryugazaki
- Hybrid Child como Hazuki
- Kono Danshi, Sekka ni Nayandemasu' como Koya Onihara

### Películas
- Alice in the Country of Hearts como Ace.
- The Sky Crawlers como Aihara; Aizu Yudagawa.
- Ajin como Kōji Tanaka

### Videojuegos
- Heart no kuni no Alice como Ace.
- Hiiro no Kakera como Suguru Oomi.
- Kingdom Hearts II como Will Turner.
- Neo Angelique como Bernard.
- Super Robot Taisen Z como Ji Edel Balnel.
- Togainu no Chi como Kazui.
- Diabolik Lovers como Sakamaki Laito
- Ijiwaru My Master como Shirosaki Homura.
- Otometeki Koi Kakumei Love Revo como Sakuragawa Takashi.
- Starry Sky In Winter como Hayato Aozora
- Magic★Kyun! Renaissance como
- Danzai No Maria como Uriel.
- Code:Realize - Guardian of Rebirth como Saint-Germain
- Ikemen Vampire - Otome Game como William Shakespeare
- Arknights como Courier.
- Honkai: Star Rail como Sampo

### Doblaje
- El Señor de los Anillos como Legolas.
- Piratas del Caribe'' como Will Turner.
- Thor como Loki.
- Thor: The Dark World como Loki.
- The Good, the Bart and the Loki como Loki.
- Peppa Pig como el narrador.

### CD dramas
- Koi Suru Boukun 1 como Hiroto.
- Koi Suru Boukun 2 como Hiroto.
- Mede Shireru Yoru no Junjou como Kichou.
- Diabolik Lovers como Sakamaki Laito.
- Katekyo como Sumizome Kaede.
- Yandere Heaven Black como Nabari Masato.
- Aisaresugite xxx Sarechau como Kawasaki Tatsumi.
- Toshishita Kareshi no Renai Kanriguse cómo Onozuka Satoshi.

## Música
- Interpretó el segundo ending Clear Blue Departure de Free! - Eternal Summer junto con Nobunaga Shimazaki, Tatsuhisa Suzuki, Tsubasa Yonaga, Yoshimasa Hosoya, Mamoru Miyano, Kouki Miyata y Kenichi Suzumura.[2]